# 神戸市電須磨線
須磨線（すません）は、かつて神戸市の東尻池2丁目停留場 - 須磨駅停留場間を結んでいた神戸市電の軌道路線である。全線国道2号上を走っていた。
須磨駅への延伸に当たっては、須磨区天神町付近で山陽本線と交差するため、道路併用の陸橋（天神橋）が建設された。天神橋は市電廃止後も道路橋として供用されており、兵庫県の近代化遺産に指定されている。

## 沿革
- 1925年（大正14年）12月1日：東尻池2丁目停留場 - 大橋9丁目停留場間が開業。
- 1926年（大正15年）
  - 3月4日：大橋9丁目停留場 -鷹取町停留場間が開業。
  - 6月26日：鷹取町停留場 - 離宮道停留場間が開業。
- 1927年（昭和2年）3月1日：離宮道停留場 - 須磨浦通4丁目停留場間が開業。
- 1937年（昭和12年）1月28日：須磨浦通4丁目停留場 - 須磨駅停留場間が開業し全線4.859kmが開通。
- 1961年（昭和36年）以前
  - 須磨浦通4丁目停留場を須磨水族館前停留場に改称。
  - 千森川停留場を廃止。
- 1968年（昭和43年）4月21日：衣掛町停留場 - 須磨駅停留場間を廃止。
- 1970年（昭和45年）3月15日：大橋9丁目停留場 - 衣掛町停留場間を廃止。
- 1971年（昭和46年）3月14日：東尻池2丁目停留場 - 大橋9丁目停留場間の廃止により全線廃止。

## 駅一覧
- 1962年（昭和37年）7月当時。
- 背景色がグレーの駅は廃止・休止駅。

| 停留場名     | 読み                      | 接続路線                                          | 廃止日         | 備考                            |
| ------------ | ------------------------- | ------------------------------------------------- | -------------- | ------------------------------- |
| 東尻池2丁目  | ひがししりいけ にちょうめ | 尻池線 高松線                                     | 1971年 3月14日 |                                 |
| 尻池西口     | しりいけにしぐち          |                                                   | 1971年 3月14日 |                                 |
| 大橋         | おおはし                  |                                                   | 1971年 3月14日 |                                 |
| 大橋2丁目    | おおはし にちょうめ       |                                                   | 1971年 3月14日 |                                 |
| 大橋5丁目    | おおはし ごちょうめ       |                                                   | 1971年 3月14日 |                                 |
| 大橋9丁目    | おおはし きゅうちょうめ   | 板宿線                                            | 1971年 3月14日 |                                 |
| 本庄町       | ほんじょうちょう          |                                                   | 1970年 3月15日 |                                 |
| 鷹取町       | たかとりちょう            |                                                   | 1970年 3月15日 |                                 |
| 若宮橋       | わかみやばし              |                                                   | 1970年 3月15日 |                                 |
| 須磨水族館前 | すますいぞくかんまえ      |                                                   | 1970年 3月15日 | 開業当初の電停名は須磨浦通4丁目 |
| 衣掛町       | きぬがけちょう            |                                                   | 1970年 3月15日 |                                 |
| 離宮道       | りきゅうみち              |                                                   | 1968年 4月21日 |                                 |
| 天神下       | てんじんした              |                                                   | 1968年 4月21日 |                                 |
| 千森川       | ちもりがわ                |                                                   | 1961年 以前    |                                 |
| 須磨駅       | すまえき                  | 国鉄山陽本線：須磨駅 山陽電気鉄道本線：山陽須磨駅 | 1968年 4月21日 |                                 |

## 通過系統
- 1962年（昭和37年）7月当時。

| 系統   | 直通 路線     | 通過区間                                        | 直通 路線     | 備考 |
| ------ | ------------- | ----------------------------------------------- | ------------- | --- |
| 1系統  | 板宿線 尻池線 | 大橋9丁目 - 東尻池2丁目 東尻池2丁目 - 大橋9丁目 | 高松線 板宿線 | 循環系統。東尻池2丁目から高松線へ直通後、和田線・尻池線・兵庫線・楠公東門線・山手・上沢線・尻池線を経由し東尻池2丁目へ戻り須磨線を大橋9丁目まで通過する |
| 2系統  | 板宿線 高松線 | 大橋9丁目 - 東尻池2丁目 東尻池2丁目 - 大橋9丁目 | 尻池線 板宿線 | 循環系統。東尻池2丁目から尻池線へ直通後、山手・上沢線・楠公東門線・兵庫線・尻池線・和田線・高松線を経由し東尻池2丁目へ戻り須磨線を大橋9丁目まで通過する |
| 3系統  | － 尻池線     | 須磨駅 - 東尻池2丁目 東尻池2丁目 - 須磨駅       | 尻池線 －     | 循環系統。東尻池2丁目から尻池線へ直通後、兵庫線・栄町本線・布引線・山手・上沢線・尻池線を経由し東尻池2丁目へ戻り須磨線を須磨駅まで通過する              |
| 4系統  | － 尻池線     | 須磨駅 - 東尻池2丁目 東尻池2丁目 - 須磨駅       | 尻池線 －     | 循環系統。東尻池2丁目から尻池線へ直通後、山手・上沢線・布引線・栄町本線・兵庫線・尻池線を経由し東尻池2丁目へ戻り須磨線を須磨駅まで通過する              |
| 14系統 | 尻池線        | 東尻池2丁目 - 鷹取町                            | －            | |
| 15系統 | 尻池線        | 東尻池2丁目 - 大橋9丁目                         | 板宿線        | |